# 大和町 (福岡県)
大和町（やまとまち）は、福岡県南西部に位置する農業と漁業の町として2005年3月21日まであった町。
2005年3月21日、柳川市・三橋町と合併し、新市制による柳川市となった。

## 歴史
中世は筑後十五城筆頭で柳川城主の蒲池氏の所領に属し、近世は柳川藩主の立花氏の藩領に属す。天保年中には藩士で江戸で行われた耽奇会や兎園会参加者の西原一甫が隠棲した。

### 近現代
- 1889年（明治22年）4月1日 - 徳益、豊原、塩塚村が合併して塩塚村に、栄、明野、中島、皿垣開が合併して有明村に、六合、鷹ノ尾が合併して鷹尾村となる。
- 1907年（明治40年）3月20日 - 塩塚村・鷹尾村・有明村が対等合併し、大和村が発足。
- 1952年（昭和27年）9月1日 - 大和村が町制施行。大和町となる。
- 2005年（平成17年）3月21日 - 柳川市・三橋町と合併し、新市制による柳川市となり消滅。

## 行政
まほろば連邦を構成する町のひとつ。

## 産業
- ノリ養殖、稲作

### 漁業
- 有明漁港
- 皿垣開漁港
- 中島漁港

## 交通

### 鉄道
- 西日本鉄道
  - 西鉄天神大牟田線 - 徳益駅 - 塩塚駅 - 西鉄中島駅

### 道路

#### 一般国道
- 国道208号